# Fjeld
Fjeld var en popgrupp från Sverige, där Ellinor Franzén var sångare. Gruppen noterades 1998 för en framgång på Sveriges singellista med The Emigrants.
Gruppen spelade pop som blandats med svensk folkmusik.

## Diskograf

### Album
- 1998 - Coming Home

### Singlar
- 1998 - The Emigrants
- 1998 - Mother of Devotion
- 1998 - So Far Away

### Fotnoter
1. ↑  ”Fjeld” (på engelska). Swedishcharts. 14 mars 1998. https://swedishcharts.com/showitem.asp?interpret=Fjeld&titel=The+Emigrants&cat=s. Läst 3 februari 2020.
2. ↑  ”Fjeld”. Discogs. 14 mars 1998. https://www.discogs.com/artist/676785-Fjeld. Läst 3 februari 2020.